# خيتونات
الخيتونات (بالإنجليزية: Chitonida)‏ هي رتبة من عديدات الأصداف.

## روابط خارجية
- Chitonida at UniProt.org